# Taszejevói járás
A Taszejevói járás (oroszul: Тасеевский район) Oroszország egyik járása a Krasznojarszki határterületen. Székhelye Taszejevo.

## Népesség
- 1989-ben 18 707 lakosa volt.
- 2002-ben 15 275 lakosa volt.
- 2010-ben 13 255 lakosa volt.